# دوري الدرجة الممتازة الأيرلندي 2014
دوري الدرجة الممتازة الأيرلندي 2014 (بالإنجليزية: 2014 League of Ireland Premier Division)‏ هو الموسم 94 من  دوري الدرجة الممتازة الأيرلندي. أقيم خلال الفترة 7 مارس 2014 وحتى 25 أكتوبر 2014، وأشرف على تنظيمه اتحاد أيرلندا لكرة القدم، وكان عدد الأندية المشاركة فيه  12، وفاز فيه نادي دوندالك.